# Château de Curange

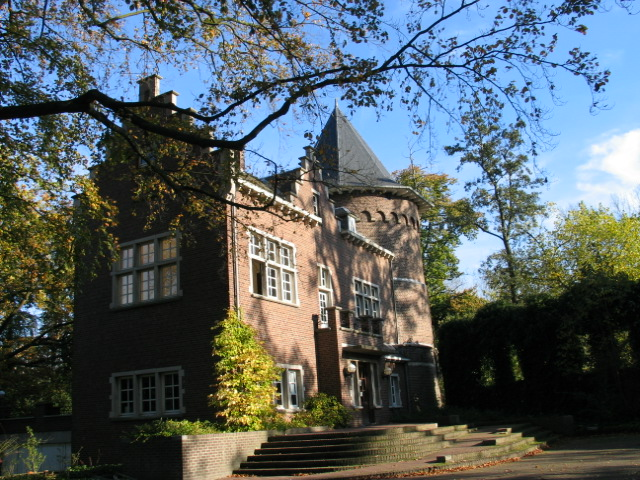
Prinsenhof.

Le château de Curange ou Prinsenhof de Curange (en néerlandais : Prinsenhof van Kuringen) est un château à Curange, une section de Hasselt.
Durant son histoire, l'endroit est la résidence des comtes de Looz, des princes-évêques de Liège, du prince-évêque Jean de Heinsberg (qui y est mort dans la nuit du 18 au 19 octobre 1459), du prince-évêque Gérard de Groesbeek (qui y est né en 1517), du médecin, conseiller et échevin de Hasselt Constant Bamps (1847-1907). Il est la résidence du gouverneur de la province du Limbourg Hubert Verwilghen à partir de 1950.

## Histoire
Il est certain qu'une motte castrale existait déjà sur ce site au XIIIe siècle. Les comtes de Looz, qui se disputaient régulièrement avec leur seigneur féodal, le prince-évêque de Liège, optèrent pour une résidence plus centrale et y séjournèrent souvent. La motte avait entre-temps été remplacée par un château avec un fossé et quatre tours, probablement du XIVe siècle. Gérard II de Looz a été le premier à déménager au Prinsenhof. En 1232, il devint la résidence principale des comtes de Looz à la suite de la destruction du château de Looz, la cour de Looz fut alors appelé la salle du Curange.
Il est assiégé et détruit à plusieurs reprises au XVe siècle et perdit de son importance lorsque le comté de Looz est annexé à la principauté de Liège.
C'est le prince-évêque Érard de La Marck qui donne un nouvel éclat au château au début du XVIe siècle quand il a converti le château en résidence de standing (avec notamment  la construction d'un parc avec statues et fontaines). L'empereur Charles Quint visite le château deux fois.
Au XVIIe siècle, les soldats français détruisent les tours du château. Le bâtiment n'est pas restauré et tombe en ruine. En 1798, le domaine est saisi et vendu publiquement. Antoon Bamps l'achete au début du XIXe siècle et transforme une partie de la ruine en maison d'été. Un de ces gendres en a fait un manoir au début du XXe siècle. En 1914, Tony Hermant-de Keuster hérite de la propriété. En 1930, le fabricant textile Hasselt Louis Gérard rachète le Prinsenhof. Il rénove l'étang mural, y fait construire 2 courts de tennis et rénove le château. Plusieurs peintres tels que Paul Hermans et Charles Wellens y sont accueillis. Le 1er janvier 1951, le domaine est vendu au gouverneur Hubert Verwilghen.
La ville de Hasselt rachète le domaine en 1984 et y héberge depuis les services municipaux.

## Vestiges
On y trouve encore des vestiges du château du XIIIe siècle mais c'est surtout les restes du château construit par Évrard de La Marck en 1515 avec ses douves qui sont visibles.

## Galerie

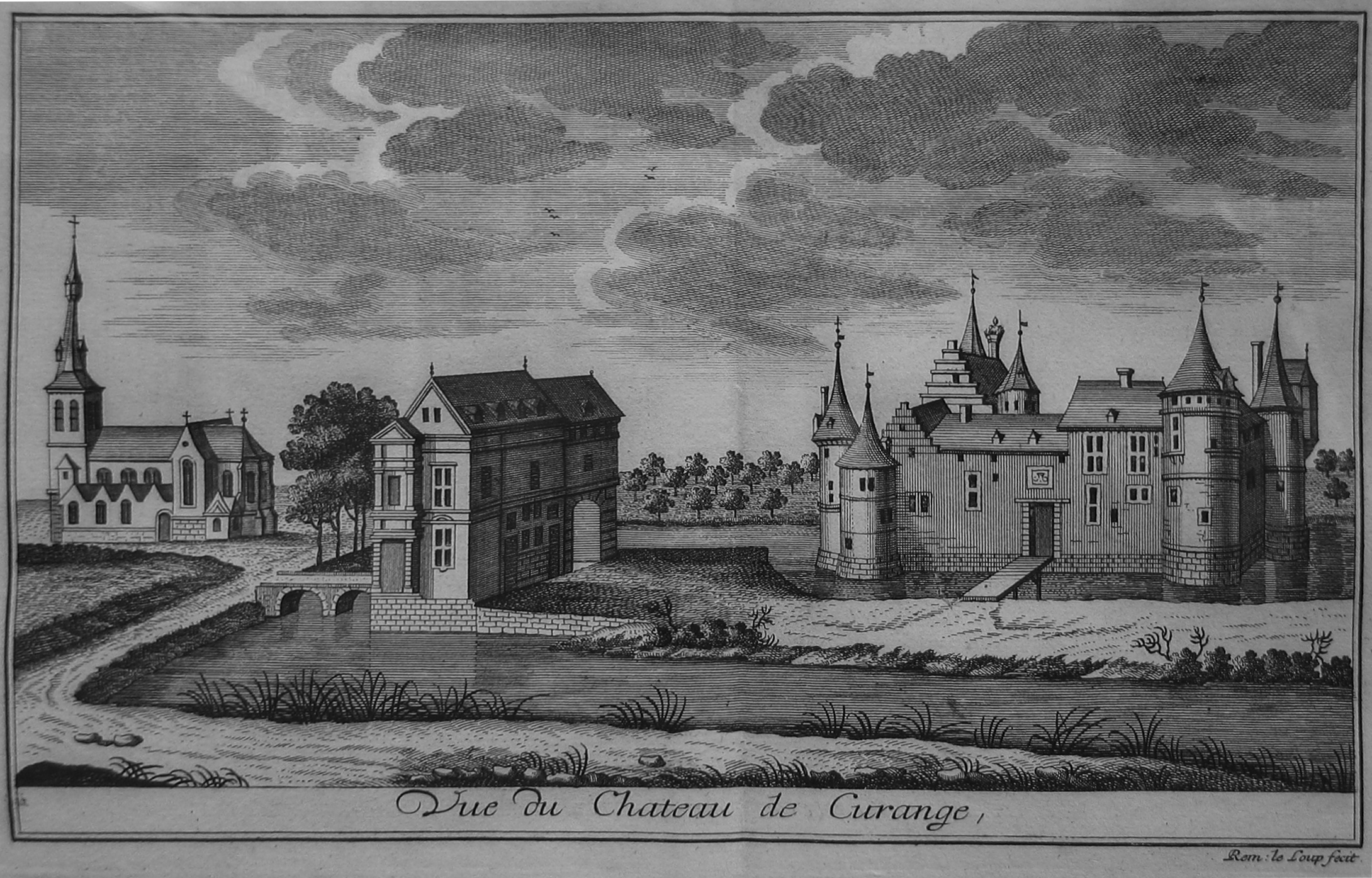
Vue du château de Curange au XVIIIe siècle par Remacle Leloup.
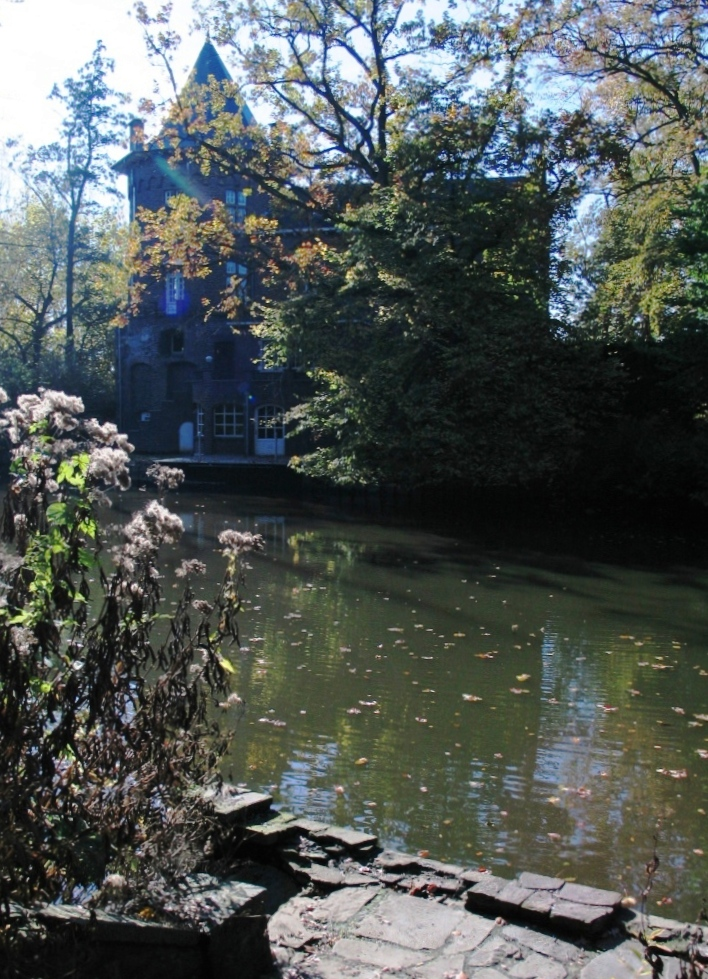
Prinsenhof.
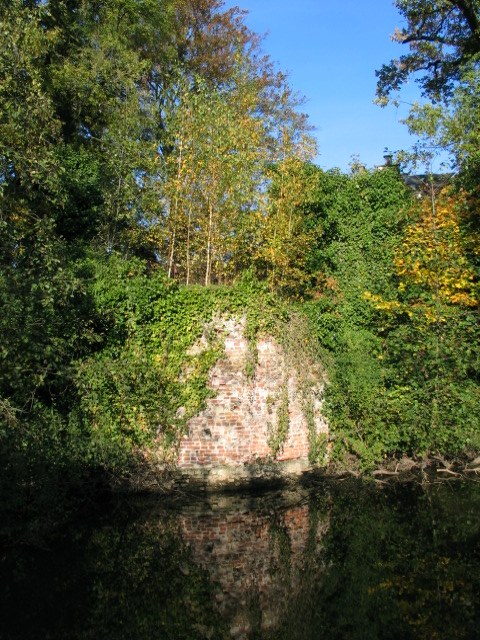
Vestiges de l'ancien château.